# The 1st Concert In Japan "Shinee World"
The 1st Concert In Japan "Shinee World" (promovido como SHINee THE 1ST CONCERT IN JAPAN "SHINee WORLD") é o primeiro DVD da boy band sul-coreana SHINee. Foi filmado no Yoyogi National Stadium , em Tóquio , em 26 de dezembro de 2010 e Nippon Gaishi Hall, em 27 de outubro de 2011.

## Lista de faixas
1. "The Shinee World"
2. "Senorita"
3. "Get Down"
4. "A. Mi. Go Amigo"
5. "Juliette (Japanese Ver.)"
6. "Hello (Japanese Ver.)"
7. "Your Name"
8. "Stand by Me (Japanese Ver.)"
9. "Love Still Goes On"
10. "A-Yo"
11. "Romantic"
12. "Yok (Obsession)"
13. "Graze"
14. "Replay -君は僕のeverything- (Japanese Ver.)"
15. "Love Like Oxygen (Japanese Ver.)"
16. "Quasimodo"
17. "Life"
18. "Ring Ding Dong"
19. "Up & Down"
20. "Ready or Not"
21. "Lucifer (Japanese Ver.)"
22. "Jo Jo (Japanese Ver.) (Encore)"
23. "Bodyguard (Japanese Ver.) (Encore)"
24. "One (Japanese Ver.) (Encore)"
25. "Finale (Thanks) (Encore)"
26. Shinee - The 1st concert in Japan "Shinee World" offshot document movie (Bonus Movie) [2]

## Desempenho nas paradas
| Parada                  | Melhor posição | Quantidade |
| ----------------------- | -------------- | ---------- |
| Oricon DVD Weekly Chart | 2              | 37,329+    |